# Mariame Tighanimine
Pour l’article homonyme, voir Tighanimine.
Mariame Tighanimine est une sociologue française, essayiste, et créatrice d'un média féministe. Doctorante contractuelle au Laboratoire interdisciplinaire pour la sociologie économique (d) (Conservatoire national des arts et métiers et Centre national de la recherche scientifique), ses travaux portent sur le travail, les corps intermédiaires, les plateformes numériques ou encore les algorithmes et le traitement de l'information.
Ses livres sont publiés aux éditions Le Passeur, L'Olivier et Stock.
Elle est également co-autrice du documentaire La vie devant nous diffusé en 2022 sur Arte et racontant l'histoire de jeunes hommes marocains recrutés dans les années 1960 depuis le Maroc pour travailler dans les mines de charbon du Nord et de la Lorraine.

## Biographie
Née à Mantes-la-Jolie dans les Yvelines, Mariame Tighanimine a grandi au Val Fourré au sein d'une famille d'origine marocaine dont le père, natif de Tighanimine, a été mineur de fond dans le Nord-Pas-de-Calais puis ouvrier spécialisé chez Renault Flins. Elle a étudié l'économie et la sociologie à l'université de Nanterre et à Sciences Po.
De 2008 à 2011, elle est entrepreneure et créé avec sa sœur un webzine féministe participatif du nom de Hijab and the City qui donne la parole aux femmes françaises de culture musulmane.
En 2017, elle publie Différente comme tout le monde,  son premier essai « acide et drôle [où] elle raconte ce que c’est de grandir en France quand on est une fille d’immigrés marocains, banlieusarde et voilée ».
En 2021, elle publie Dévoilons-nous. Manifeste antiraciste et féministe où elle développe une « analyse critique du voile, tout en s’élevant contre la stigmatisation des femmes qui le portent ».
En août 2022, elle est co-autrice du documentaire La vie devant nous aux côtés du réalisateur Frédéric Laffont et de la journaliste du journal Le Monde Ariane Chemin, où elle est également voix-off. Le film se retrouve en sélection officielle de l'édition 2022 du FIPADOC dans la catégorie documentaire national,.
En octobre 2022, elle publie Notre histoire de France où elle retrace la vie de son père, « Marocain recruté et exploité dans les mines puis les usines Renault à partir des années 60, et de son frère, lui aussi ouvrier ».
Mariame Tighanimine enseigne à Sciences Po et au Conservatoire national des arts et métiers.

## Publications
- Différente comme tout le monde, Le Passeur, 2017  (ISBN 978-2-36890-549-4).
- Dévoilons-nous. Manifeste antiraciste et féministe, L'Olivier, 2021    (ISBN 978-2-8236-1784-9)
- Notre histoire de France, Éditions Stock, 2022  (ISBN 978-2-234-09387-4)

## Filmographie
- La vie devant nous (documentaire), sur Arte (2022). (ISAN 0000-0005-8501-0000-1-0000-0000-0)